# Carina Strobel
Carina Strobel (* 11. September 1997 in Landsberg am Lech) ist eine deutsche Eishockeyspielerin, die als Verteidigerin für den ECDC Memmingen in der Deutschen Frauen-Eishockey Liga spielt.
Strobel begann ihre Eishockeykarriere beim HC Landsberg. Zur Saison 2014/2015 wechselte sie zum ECDC Memmingen und debütierte für die U18-Nationalmannschaft. Mit den Memminger Indians gewann sie 2018 das Double aus Deutscher Meisterschaft und DEB-Pokal.
2022 heiratete Strobel ihre Partnerin Stefanie Kostadinov.